# World-Line
「World-Line」（ワールドライン）は、今井麻美の19枚目のシングルとして2018年8月29日に5pb.Recordsから発売された。

## 概要
表題曲の「World-Line」はテレビアニメ『シュタインズ・ゲート ゼロ』後期（アニメ第14話以降）のエンディングテーマである。

## シングル収録内容
CD
1. World-Line
  - 作詞・作曲：志倉千代丸 / 編曲：悠木真一
2. アメノアトニ〜Brighter Days Ahead〜
  - 作詞・作曲：大津惇 /
3. Blue Feather
  - 作詞：今井麻美 / 作曲：濱田貴司 / 編曲：宮藤優矢
4. World-Line（off vocal）
5. アメノアトニ〜Brighter Days Ahead〜（off vocal）
6. Blue Feather（off vocal）

DVD
1. World-Line Music Video（DVD付盤）
2. Music Videoメイキング映像（DVD付盤）